# Resilient Lady
El Resilient Lady es un crucero operado por Virgin Voyages. Con 110.000 GT y 278 metros (912 pies) de largo para una capacidad de 2,770 pasajeros, fue construido con proporciones similares a las de sus hermanas mayores Scarlet Lady y Valiant Lady.

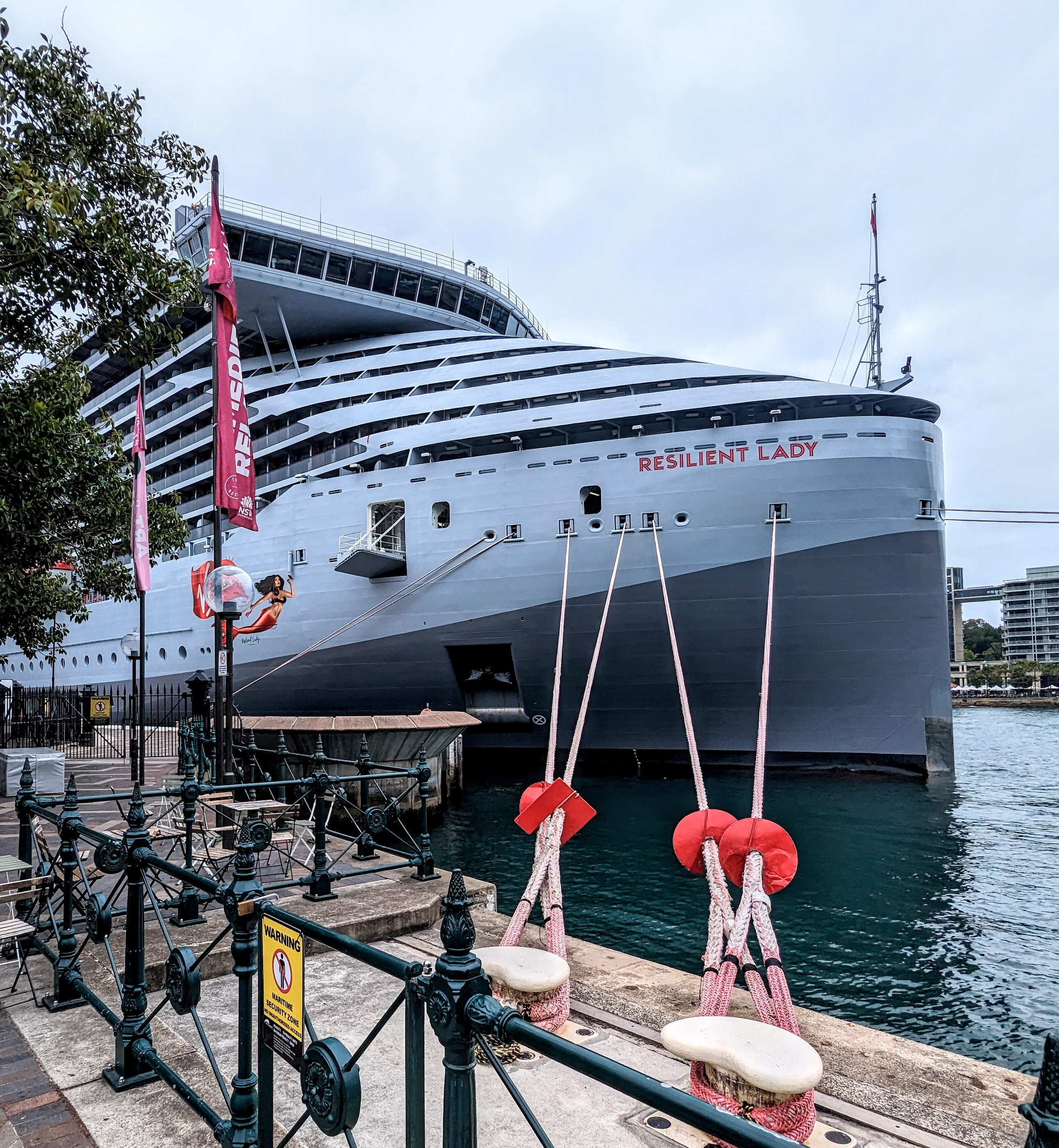
Atado en la Cala de Sídney